# Giovanni Iannaccone
Giovanni Antonio Angelo Maria Iannaccone (Lioni, 23 agosto 1915 – Akarit, 6 aprile 1943) è stato un militare italiano insignito della medaglia d'oro al valor militare alla memoria nel corso della seconda guerra mondiale.

## Biografia
Nacque a Lioni, provincia di Avellino, il 23 agosto 1915, figlio di Domenica e Emilia Perna.
Laureando in ingegneria meccanica nell'Università di Roma, nel luglio 1938 fu arruolato nel Regio Esercito ed ammesso a frequentare la Scuola allievi ufficiali di Moncalieri venendo nominato sottotenente nel 6º Reggimento artiglieria Guardia alla Frontiera. Dal 10 giugno 1940 prese parte alle operazioni belliche sul fronte occidentale contro la Francia, e dopo la firma dell'armistizio di Villa Incisa venne inviato ad Otranto, assegnato alla 169ª batteria costiera, rientrando al reggimento nel febbraio 1941. Trattenuto in servizio attivo, fu trasferito a domanda nel 3º Reggimento artiglieria celere e il 7 gennaio 1942 partiva in volo per l'Africa Settentrionale Italiana. Dopo avere partecipato all’offensiva italo-germanica che portò le truppe italiane ad El Alamein, promosso tenente, usufruì di una licenza per esami e nel novembre 1942. Trasferito al IV gruppo dell'80º Reggimento artiglieria della 80ª Divisione fanteria "La Spezia", ritornò in Africa Settentrionale e cadde in combattimento ad Akarit, Tunisia, il 6 aprile 1943 venendo successivamente insignito della medaglia d'oro al valor militare alla memoria.